# Hoa-Binh
Hoa-Binh (vietnamesisch Hòa Bình, chinesisch 和平) ist ein französischer Film aus dem Jahr 1970 unter der Regie von Raoul Coutard, der auf dem Roman La colonne de cendres von Françoise Lorrain basiert.

## Handlung
Zwei kleine vietnamesische Jungen wachsen während der Schrecken und Nöte des Vietnamkriegs auf. Ihr Vater beim Vietcong und ihre Mutter im Krankenhaus, zwei vietnamesische Kinder versuchen auf den Straßen von Saigon zu überleben.

## Produktion
Die Dreharbeiten fanden um 1969 in Saigon und Biên Hòa statt.

## Auszeichnungen
| Auszeichnung                             | Jahr | Kategorie                      | Empfänger     | Resultat  | Ref.        |
| ---------------------------------------- | ---- | ------------------------------ | ------------- | --------- | ----------- |
| Prix Jean Vigo                           | 1970 | Langfilm                       | Hoa-Binh      | Gewonnen  | [ 5 ] [ 6 ] |
| Internationale Filmfestspiele von Cannes | 1970 | Preis für den besten Debütfilm | Raoul Coutard | Gewonnen  | [ 7 ]       |
| Internationale Filmfestspiele von Cannes | 1970 | Goldene Palme                  | Raoul Coutard | Nominiert | [ 7 ]       |
| Oscar                                    | 1971 | Bester internationaler Film    | Hoa-Binh      | Nominiert | [ 8 ]       |